# Ansumane Mané
Ansumane Mané (1940 – 30 de novembre de 2000) fou un militar i polític de Guinea Bissau, que va dirigir el 1998 un alçament contra el govern del president João Bernardo Vieira, la qual cosa va produir una breu, però sagnant, guerra civil al país.

## Biografia
Mané va combatre en la guerra d'independència contra Portugal al costat de Vieira, i el va recolzar quan aquest va prendre el poder en un cop d'estat al novembre de 1980. Al començament de 1998, va ser suspès com a comandant de les Forces Armades de Guinea Bissau sota la sospita que hi havia fer contraban d'armes als rebels separatistes de Casamance, al Senegal. Alhora, en una carta publicada al començament d'abril de 1998, Mané va fer la mateixa acusació contra el ministre de Defensa, Samba Lamine Mané, i altres oficials; també va afirmar que Vieira havia permès el contraban d'armes i va al·legar que havia estat suspès com a comandant de les Forces Armades amb vista a "un tèrbol pla per preparar un cop d'estat".
A continuació Mané va ser destituït per Vieira i reemplaçat pel General Humberto Gomes el 6 de juny de 1998. L'endemà va dirigir una rebel·lió militar contra Vieira que va degenerar en una guerra civil. Un acord de pau al novembre de 1998 va estipular un govern d'unitat nacional de transició i la realització de noves eleccions.
Després de la deposició de Vieira el 7 de maig de 1999 en el marc d'un nou esclat d'hostilitats, Mané es va convertir temporalment en cap d'Estat (el títol oficial era President del Comando Suprem de la Junta Militar) fins al 14 de maig, quan Malam Bacai Sanhá, president de l'Assemblea Nacional Popular de Guinea Bissau, va ser designat com a president interí.
La junta militar presidida per Mané va romandre en el seu lloc durant el període de transició que va portar a noves eleccions; Mané es va atribuir el paper de guardià de la democràcia. Les eleccions parlamentàries es van celebrar el 28 de novembre de 1999 juntament amb la primera ronda de les presidencials. Dues setmanes abans, la junta de Mané va proposar un acord que li donava poder sobre el govern durant 10 anys, la qual cosa li atorgava la capacitat de dissoldre el govern en cas de severa crisi política; no obstant això, els partits polítics s'hi van oposar i la proposició va ser retirada. Encara que la Junta va recolzar al candidat presidencial del Partit Africà per la Independència de Guinea i Cap Verd (PAIGC) Malam Bacai Sanhá, en la segona ronda de les eleccions, celebrada el gener de 2000, Kumba Ialá del Partit de Renovació Social (PRS) va resultar victoriós. Abans de l'elecció, Ialá ja havia dit que no seria acceptable que la Junta romangués amb cap poder després de la seva assumpció.
A pesar que la junta va ser dissolta després de la victòria de Ialá, Mané va seguir sent poderós, actuant com un obstacle per a l'autoritat de Ialá. En determinat moment va rebutjar permetre que Ialá es traslladés a Senegal en una visita d'Estat; també va acompanyar Ialá en una visita a Nigèria. Al novembre de 2000 Ialá va promoure un nombre d'antics oficials militars; Mané va objectar les promocions i s'autodeclarà comandant de les Forces Armades. Va revocar les promocions de Ialá, va situar al comandant militar Verissimo Correia Seabra i al segon comandant Emilio Costa sota arrest domiciliari, i va designar al general Buota Nan Batcha com a nou comandant. En emetre un comunicat sostenint que la situació era de calma, el va signar com a cap de la junta, que prèviament havia estat dissolta en ser Ialá elegit president. El foc va començar el 23 de novembre de 2000 entre forces lleials a Mané i a Seabra. El govern va dir a continuació que Mané havia fugit a Quinhámel a la regió de Biombo, a l'oest del país. Va ser mort durant un tiroteig amb forces del govern a la regió de Biombo una setmana després, el 30 de novembre de 2000, junt amb dues persones més. Encara que la televisió estatal va mostrar imatges dels tres cossos, les mateixes van ser estimades irrecognoscibles pels mitjans internacionals. L'oposició del PAIGC va dir que Mané havia actuat correctament en oposar-se a les promocions.
Entre els més prominents aliats de Mané estava el comandant de la Marina Mohamed Lamine Sanha.